# Йозеф Чапкович
Йозеф Чапкович (чеськ. Jozef Čapkovič, нар. 11 січня 1948, Братислава) — чехословацький футболіст, що грав на позиції захисника.
Виступав за «Слован» та «Інтер» (Братислава), а також національну збірну Чехословаччини, у складі якої у 1976 році став чемпіоном Європи.

## Клубна кар'єра
У дорослому футболі дебютував 1968 року виступами за команду «Інтер» (Братислава), в якій провів один сезон. 1969 року перейшов до клубу «Слован», за який відіграв 10 сезонів. Цей час припав на розквіт клубу і Йозеф разом з командою, в якій грав і його брат-близнюк Ян, тричі виборював титул чемпіона Чехословаччини (1970, 1974 та 1975), двічі ставав володарем Кубка Чехословаччини (1968 та 1974), а також допоміг команді здобути найбільше досягнення в історії — виграти Кубок володарів кубків УЄФА у 1969 році, здолавши з рахунком 3:2 у фіналі грізну «Барселону». Завершив кар'єру футболіста виступами за команду «Слован» (Братислава) у 1979 році.

## Виступи за збірну
25 вересня 1974 року дебютував в офіційних іграх у складі національної збірної Чехословаччини в товариському матчі проти збірної НДР (3:1).
У складі збірної швидко став основним гравцем, граючи у парі в центрі захисту з партнером по «Словану» Антоном Ондрушем, і був учасником чемпіонату Європи 1976 року в Югославії. На турнірі зіграв в обох матчах, в тому числі і у виграному у ФРН в серії пенальті фіналі, здобувши того року титул континентального чемпіона.
Всього протягом кар'єри у національній команді, яка тривала чотири роки, провів у формі головної команди країни 16 матчів.

## Титули і досягнення
- Чемпіон Чехословаччини (3):

«Слован»: 1969–70, 1973–74, 1974–75
- Володар Кубка Чехословаччини (2):

«Слован»: 1967–68, 1973–74
- Володар Кубка Кубків УЄФА (1):

«Слован»: 1968–69
- Чемпіон Європи (1):

Чехословаччина: 1976

## Особисте життя
Має брата-близнюка Яна, який також став футболістом і виступав за збірну, зігравши на чемпіонаті світу 1970 року. Втім брати так і не зіграли разом жодної гри за збірну, якщо б вони це зробили, вони могли б стати першими близнятами у збірній. Це досягнення зрештою отримали брати Рене та Віллі ван де Керкгоф з Нідерландів.